# Jaroslav Timko
Jaroslav Timko (ur. 28 września 1965 w Valalikach) – słowacki piłkarz  grający na pozycji napastnika. W swojej karierze 18 razy wystąpił w reprezentacji Słowacji i zdobył w niej 3 gole. 3-krotnie zagrał też w reprezentacji Czechosłowacji.

## Kariera klubowa
Karierę piłkarską Timko rozpoczął w klubie Slovan Bratysława. W 1988 roku awansował do kadry pierwszej drużyny i zadebiutował w niej wówczas w pierwszej lidze czechosłowackiej. Już w debiutanckim sezonie stał się podstawowym zawodnikiem Slovana. W 1992 roku wywalczył ze Slovanem mistrzostwo Czechosłowacji, a po rozpadzie Czechosłowacji dwukrotnie został mistrzem Słowacji (w sezonach 1993/1994 i 1994/1995). Wraz ze Slovanem zdobył też Puchar Słowacji w 1994 roku.
Na początku 1995 roku Timko został piłkarzem czeskiego klubu Petra Drnovice. Przez półtora roku grał w pierwszej lidze Czech i w 1996 roku wrócił na Słowację. Został wówczas zawodnikiem zespołu Spartak Trnawa. W 1998 roku zdobył ze Spartakiem Puchar Słowacji oraz Superpuchar Słowacji. W Spartaku grał do końca swojej kariery, czyli do 2001 roku.
| Sezon   | Klub              | Kraj           | Rozgrywki      | Mecze | Bramki |
| ------- | ----------------- | -------------- | -------------- | ----- | ------ |
| 1988/89 | Slovan Bratysława | Czechosłowacja | I. liga        | 17    | 3      |
| 1989/90 | Slovan Bratysława | Czechosłowacja | I. liga        | 27    | 4      |
| 1990/91 | Slovan Bratysława | Czechosłowacja | I. liga        | 27    | 6      |
| 1991/92 | Slovan Bratysława | Czechosłowacja | I. liga        | 30    | 5      |
| 1992/93 | Slovan Bratysława | Czechosłowacja | I. liga        | 26    | 5      |
| 1993/94 | Slovan Bratysława | Słowacja       | I. liga        | 25    | 10     |
| 1994/95 | Slovan Bratysława | Słowacja       | I. liga        | 11    | 6      |
| 1994/95 | Petra Drnovice    | Czechy         | Gambrinus Liga | 15    | 5      |
| 1995/96 | Petra Drnovice    | Czechy         | Gambrinus Liga | 27    | 9      |
| 1996/97 | Spartak Trnawa    | Słowacja       | I. liga        | 27    | 10     |
| 1997/98 | Spartak Trnawa    | Słowacja       | I. liga        | 28    | 9      |
| 1998/99 | Spartak Trnawa    | Słowacja       | I. liga        | 26    | 7      |
| 1999/00 | Spartak Trnawa    | Słowacja       | I. liga        | 14    | 2      |
| 2000/01 | Spartak Trnawa    | Słowacja       | I. liga        | 19    | 3      |

## Kariera reprezentacyjna
W reprezentacji Czechosłowacji Timko zadebiutował 23 września 1992 w wygranym 4:0 meczu eliminacji do MŚ 1994 z Wyspami Owczymi. Od 1992 do 1993 roku rozegrał w kadrze Czechosłowacji 3 mecze.
Po rozpadzie Czechosłowacji Timko zaczął grać w reprezentacji Słowacji. Zadebiutował w niej 2 lutego 1994 roku w wygranym 1:0 towarzyskim meczu ze Zjednoczonymi Emiratami Arabskimi. W swojej karierze grał m.in. w eliminacjach do Euro 1996 i MŚ 1998. W kadrze Słowacji od 1994 do 1997 roku rozegrał łącznie 18 meczów i strzelił 3 gole.
| Mecze i gole w reprezentacji | Mecze i gole w reprezentacji | Mecze i gole w reprezentacji          | Mecze i gole w reprezentacji | Mecze i gole w reprezentacji | Mecze i gole w reprezentacji | Mecze i gole w reprezentacji |
| #                            | Data                         | Stadion                               | Rywal                        | Wynik                        | Gol                          | Rozgrywki                    |
| Czechosłowacja               | Czechosłowacja               | Czechosłowacja                        | Czechosłowacja               | Czechosłowacja               | Czechosłowacja               | Czechosłowacja               |
| 1992                         | 1992                         | 1992                                  | 1992                         | 1992                         | 1992                         | 1992                         |
| ---------------------------- | ---------------------------- | ------------------------------------- | ---------------------------- | ---------------------------- | ---------------------------- | ---------------------------- |
| 1.                           | 23.09.1992                   | Koszyce, Czechosłowacja               | Wyspy Owcze                  | 4:0                          | 0                            | el. MŚ 1994                  |
| 1993                         |                              |                                       |                              |                              |                              |                              |
| 2.                           | 27.10.1993                   | Koszyce, Czechosłowacja               | Cypr                         | 3:0                          | 0                            | el. MŚ 1994                  |
| 3.                           | 17.11.1993                   | Bruksela, Belgia                      | Belgia                       | 0:0                          | 0                            | el. MŚ 1994                  |
| Słowacja                     |                              |                                       |                              |                              |                              |                              |
| 1994                         |                              |                                       |                              |                              |                              |                              |
| 1.                           | 02.02.1994                   | Szardża, Zjednoczone Emiraty Arabskie | Zjednoczone Emiraty Arabskie | 1:0                          | 0                            | towarzyski                   |
| 2.                           | 04.02.1994                   | Szardża, Zjednoczone Emiraty Arabskie | Egipt                        | 0:1                          | 0                            | towarzyski                   |
| 3.                           | 06.02.1994                   | Szardża, Zjednoczone Emiraty Arabskie | Maroko                       | 1:2                          | 0                            | towarzyski                   |
| 4.                           | 30.03.1994                   | Ta’ Qali, Malta                       | Malta                        | 2:1                          | 1                            | towarzyski                   |
| 5.                           | 16.08.1994                   | Bratysława, Słowacja                  | Malta                        | 1:1                          | 0                            | towarzyski                   |
| 6.                           | 16.08.1994                   | Bukareszt, Rumunia                    | Rumunia                      | 2:3                          | 0                            | el. ME 1996                  |
| 1995                         |                              |                                       |                              |                              |                              |                              |
| 7.                           | 29.03.1995                   | Koszyce, Słowacja                     | Azerbejdżan                  | 4:1                          | 2                            | el. ME 1996                  |
| 8.                           | 26.04.1995                   | Nantes, Francja                       | Francja                      | 0:4                          | 1                            | el. ME 1996                  |
| 9.                           | 08.05.1995                   | Bratysława, Słowacja                  | Czechy                       | 1:1                          | 0                            | towarzyski                   |
| 10.                          | 07.06.1995                   | Zabrze, Polska                        | Polska                       | 0:5                          | 0                            | el. ME 1996                  |
| 1996                         |                              |                                       |                              |                              |                              |                              |
| 11.                          | 27.03.1996                   | Nitra, Słowacja                       | Białoruś                     | 4:0                          | 0                            | towarzyski                   |
| 12.                          | 24.04.1996                   | Trnawa, Słowacja                      | Bułgaria                     | 0:0                          | 0                            | towarzyski                   |
| 13.                          | 09.05.1996                   | Helsingborg, Szwecja                  | Szwecja                      | 1:2                          | 0                            | towarzyski                   |
| 14.                          | 31.08.1996                   | Toftir, Wyspy Owcze                   | Wyspy Owcze                  | 2:1                          | 0                            | el. MŚ 1998                  |
| 15.                          | 22.09.1996                   | Bratysława, Słowacja                  | Malta                        | 6:0                          | 0                            | el. MŚ 1998                  |
| 16.                          | 23.10.1996                   | Bratysława, Słowacja                  | Wyspy Owcze                  | 3:0                          | 0                            | el. MŚ 1998                  |
| 17.                          | 13.11.1996                   | Santa Cruz de Tenerife, Hiszpania     | Hiszpania                    | 1:4                          | 0                            | el. MŚ 1998                  |
| 1997                         |                              |                                       |                              |                              |                              |                              |
| 18.                          | 29.04.1997                   | Trnawa, Słowacja                      | Islandia                     | 3:1                          | 0                            | towarzyski                   |